# Oreochromis leucostictus
Oreochromis leucostictus é uma espécie de peixe da família Cichlidae.
Pode ser encontrada nos seguintes países: Burundi, República Democrática do Congo, Quénia, Tanzânia e Uganda.
Os seus habitats naturais são: rios, rios intermitentes, pântanos, lagos de água doce, lagos intermitentes de água doce, marismas de água doce, marismas intermitentes de água doce e deltas interiores.